# Testículo
O testículo é a gônada sexual masculina dos animais sexuados produzindo as células de fecundação chamadas de espermatozoides (os gâmetas masculinos). Nos mamíferos ocorre aos pares e são protegidos fora do corpo por uma bolsa chamada escroto. Podem também ficar no interior do corpo de animais (geralmente os répteis ou os marinhos). Têm função de glândula produzindo hormônios masculinos. Sua função é homóloga a dos ovários das fêmeas.
Nos seres humanos, os testículos são suspensos pelos cordões espermáticos formados por vasos sanguíneos e linfáticos, nervos, músculo cremaster, epidídimo e canal deferente.

## Tamanho e crescimento
Durante a puberdade, os testículos crescem para dar início à espermatogênese. O seu tamanho depende da produção de esperma (quantidade de espermatogênese sendo feita nos testículos), fluido intersticial e produção de fluido das células de Sertoli.
Após a puberdade, o volume dos testículos pode ser aumentado em até 500% se comparado com o tamanho antes da puberdade.
A função dos testículos à semelhança dos ovários (nas mulheres) é a produção das células responsáveis pela fecundação, os espermatozoides, além da produção de esperma os testículos são também os principais responsáveis pela produção de hormonas masculinas, de onde se destaca a testosterona. Estas controlam o desenvolvimento de algumas características do homem de onde se destacam, o crescimento dos pelos, bem como a voz, barba, largura dos ossos ou o desenvolvimento muscular.

## Posição
É mais comum que um dos testículos esteja pendurado um pouco mais abaixo que o outro. A percentagem de homens com o testículo esquerdo mais baixo e com o testículo direito mais baixo é praticamente igual. Isto ocorre devido a diferenças na estrutura anatômica vascular nos lados esquerdo e direito.

## Função
Assim como os ovários (aos quais os testículos são homólogos), os testículos são componentes do sistema reprodutor (sendo gônadas) e do sistema endócrino (sendo glândulas endócrinas). As funções dos testículos são as seguintes:
- Produção de espermatozoides;
- Produção de hormônios sexuais masculinos, dos quais a testosterona é bem conhecido.

Ambas as funções dos testículos, formação de espermatozoides e função endócrina, estão sob o controle de hormônios gonadotróficos produzidos pela pituitária anterior:
- Hormônio luteinizante (LH);
- Hormônio folículo-estimulante (FSH).

### Regulação da temperatura
Nos mamíferos terrestres os testículos estão localizados fora do corpo, suspensos pelo cordão espermático, dentro do escroto. Isso permite uma espermatogênese mais eficiente nos mamíferos, devido ao fato de que a actividade enzimática da espermatogênese tem uma temperatura óptima, cerca de 1 °C menor do que a temperatura corporal, que é de 37 °C em humanos.
O músculo cremastérico faz parte do cordão espermático. Quando este músculo se contrai, o cordão é diminuído e o testículo é movido em direção ao corpo, o que fornece um aquecimento que é muito importante para a manutenção da temperatura ótima. Quando é necessário o resfriamento, o músculo cremastérico se relaxa e o testículo é abaixado e desta forma se afasta do calor do corpo. Este fenômeno é chamado de reflexo cremastérico. Ele também ocorre em resposta ao stress (os testículos sobem em direção ao corpo de forma a proteger o corpo em uma luta), e também há diversos relatos de que o seu relaxamento indica uma aproximação do orgasmo. Também existe uma forte tendência do músculo se contrair e assim o testículo se retrair durante o orgasmo.
Os testículos também podem ser elevados voluntariamente usando o músculo pubococcígeo, que parcialmente ativa músculos relacionados.
Muitos animais que têm baixa temperatura corporal, como os elefantes e os rinocerontes, não possuem sacos escrotais externos; permanecendo seus testículos no interior do abdômen.
No golfinho por uma questão de hidrodinâmica os testículos também se encontram dentro da cavidade abdominal, mas para resolver a questão da temperatura, existe nos golfinhos machos uma ligeira alteração na corrente sanguínea, pois o sangue antes de ir aos testículos, vai primeiro à barbatana dorsal onde é ligeiramente arrefecido e deste modo a temperatura dos testículos é mantida mais baixa que a do restante corpo.
Outros animais não-mamíferos não possuem testículos externalizados. Os pássaros, por exemplo, têm testículos internos. Teoriza-se que estes animais usem o seu saco aéreo para resfriar os testículos, porém essa teoria ainda não foi provada definitivamente.

## Problemas de saúde
No ano de 2024, uma pesquisa acadêmica encontrou microplástico em testículos humanos e de cachorros, as conclusões dos estudos indicam a possibilidade de diminuição na contagem de espermatozoides.
Os testículos são muito sensíveis a impactos e lesões.
As principais doenças dos testículos são:
- câncer testicular e outras neoplasias;
- inchaço do testículo, causado por hidrocele;
- inflamação dos testículos, chamada orquite;
- inflamação do epidídimo, chamada epididimite;
- torção do cordão espermático também chamada de torção testicular;
- varicocele — inchaço das veias dos testículos, geralmente afetando o testículo esquerdo;
- monorquidismo é a ausência de um ou ambos os testículos.

A remoção de um ou ambos os testículos é chamada de:
- orquidectomia, na medicina (orquiectomia e orquectomia são sinônimos); e
- castração, no uso geral, especialmente quando feito como punição ou tortura.

Existem próteses testiculares para simular a aparência e a sensação de um ou ambos os testículos, para quando eles estão ausentes devido a uma lesão ou como um tratamento para a disforia de gênero.
Testículo endócrino
Os testículos produzem testosterona nas células de Leydig, as quais são estimuladas pela LH, que é produzida na hipófise em resposta a um aumento da GnRH. A FSH, também produzida no mesmo local e também em resposta à GnRH produzida no hipotálamo, estimula o crescimento das células de Sertoli, que servem de suporte ao processo de espermatogênese. Os testículos também produzem inibina que tem como função inibir a FSH.
A testosterona é responsável pelo desenvolvimento e manutenção das características masculinas normais, sendo também importante para a função sexual normal e o desempenho sexual. Apesar de ser encontrada em ambos os sexos, em média, o organismo de um adulto do sexo masculino produz cerca de vinte a trinta vezes mais testosterona que o organismo de um adulto do sexo feminino, tendo assim um papel determinante na diferenciação dos sexos na espécie humana.
A perda de volume testicular, causa a diminuição da espermatogénese.
Como outras hormonas esteroides, a testosterona deriva do colesterol. O primeiro passo na síntese implica a clivagem oxidativa da SCC (side chain cleavage) por uma oxidase mitocondrial (citocromo P450) com a perda de 6 átomos de carbono para formar pregnelona. O passo seguinte, são removidos mais dois carbonos no retículo endoplasmático. Ainda, o grupo 3-hidroxil é oxidado pela 3- β-HSD para produzir androstenediona. No passo final, que é também o passo limitante, o grupo cetona C-27 da aldrostenediona é reduzido pelo 17- β-hidroxiesteroid desidrogenase a testosterona.  Como a maioria das hormonas, a testosterona é direccionada para tecidos alvo, através do sangue. Para poder ser transportada, a testosterona circula ligada a uma proteína específica do plasma, a SHBG (sex hormone binding globulin).

## Imagens adicionais

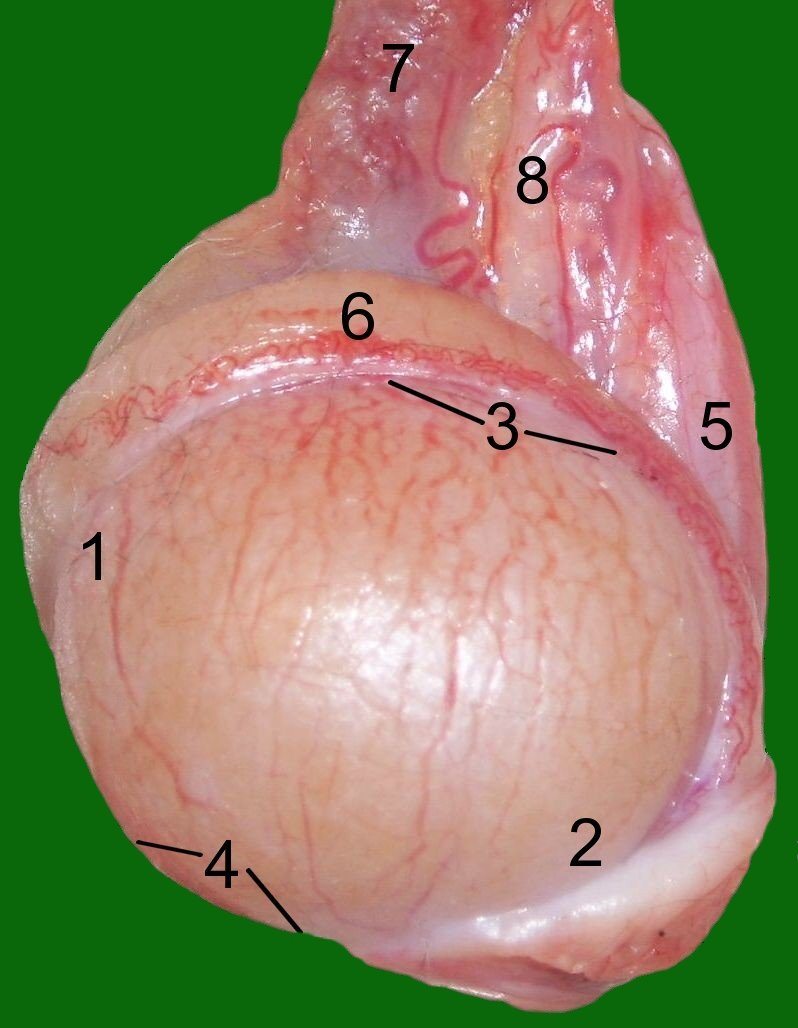
Testículo de um gato: 1 Extremitas capitata, 2 Extremitas caudata, 3 Margo epididymalis, 4 Margo liber, 5 Mesorchium, 6 Epididymis, 7 testicular artery and vene, 8 Ductus deferens
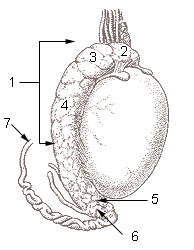
Superfície testicular
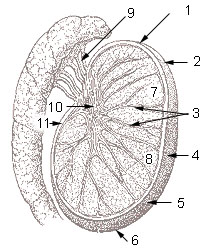
Corte transversal de um testículo
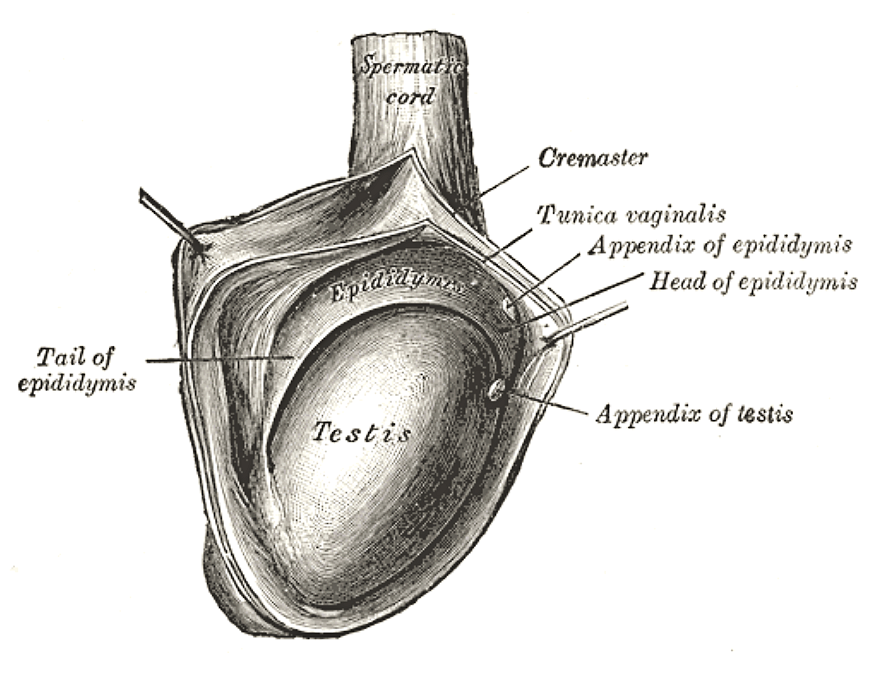
Testículo direito (exposto pela abertura da túnica vaginal)